# Dansk design
Dansk design er en stil af funktionalistisk design og arkitektur, der blev udviklet i midten af 1900-tallet i Danmark. Under indflydelse af den tyske bauhausskole brugte mange danske designere nye industrielle teknologier kombineret med ideer om simpelhed og funktionalisme til at designe bygninger, møbler og husholdningsgenstande, hvoraf mange er blevet ikoniske og stadig er i brug. Prominente eksempler er stolen Ægget, PH-lamper og Operahuset i Sydney.

## Designere
Blandt mange succesfulde designere, der bliver associeret med dansk design, er Børge Mogensen (1914–72), Finn Juhl (1912–89), Hans Wegner (1914–2007), Arne Jacobsen (1902–71), Poul Kjærholm (1929–80), Poul Henningsen (1894–1967) og Verner Panton (1926–98).
Andre designere er Kristian Solmer Vedel (1923–2003) inden for industriel design, Jens Harald Quistgaard (1919–2008) for køkkengrej og elementer, Gertrud Vasegaard (1913–2007) inden for keramik og Ole Wanscher (1903–85), som havde en klassisk tilgang til møbeldesign.

## Historie
Kulturkanonen krediterer Thorvald Bindesbøll (1846–1908) for nogle af de tidligste bidrag til design inden for områderne keramik, smykker, bogbind, sølv og møbler, selv om han i resten af verden mest er kendt for Carlsbergs logo (1904), der stadig bruges. Kulturkanonen inkluderer også Knud V. Engelhardt (1882–1931) for sin mere industrielle tilgang, særligt for det afrundede konturer på elektriske sporvogne, som er blevet kopieret. Inden for tekstiler bragte Marie Gudme Leth (1895–1997) serigrafi til Danmark, hvor hun åbnede en fabrik i 1935, der gjorde det muligt at fremstille farverige mønstre industrielt.
I slutningen af 1940'erne efter afslutningen på anden verdenskrig var der gode forhold for udviklingen af dansk design. Hovedvægten var på møbler, men arkitektur, sølv, keramik, glas og tekstiler nød også godt af tendensen. Den sene industrialisering kombineret med en tradition for god kvalitet inden for håndværk dannede grundlag for gradvise fremskridt i retning af industriel produktion. Efter krigens afslutning var europæerne ivrige efter nye tiltag som de lyse træmøbler fra Danmark. Sidst men ikke mindst bistod friheden til at udtrykke sig individuelt i Danmark til at fremme udviklingen.
Den nyetablerede møbelskole på Det Kongelige Danske Kunstakademi spillede en stor rolle i udviklingen af møbeldesign. Kaare Klint underviste i funktionalisme baseret på størrelsen og proportionerne på genstande, hvilket fik betydeligt indflydelse. Hans J. Wegner, som var uddannet møbelsnedker bidrog med en unik fornemmelse for form, og designede særligt mange stole.
Som leder af kooperativet FDB møbeldesignstudie designede Børge Mogensen enkle og robuste møbler til den gennemsnitlige danske familie. Finn Juhl demonstrerede en individualistisk tilgang i at designe stole med en tiltalende, men funktionelt look.
I de tidlige 1950'erne designede og producerede den amerikanske designer Charles Eames stole formet i træ og stålrør. De fik Arne Jacobsen til at designe sin verdensberømte Myre-stol, der var Danmarks første industrielt fremstillede stol.
Poul Kjærholm, Verner Panton og Nanna Ditzel fulgte få år senere og fortsatte den succesfulde historie i dansk design. Kjærholm arbejde primært i stål og læder, Panton forlod Danmark i 1960'erne for at fortsætte med at designe ukonventionelle plastikstole, mens Ditzel havde succes med at forny dansk design i 1980'erne.

### Moderne tendenser
Der kom ikke nogle vigtige bidrag til dansk møbeldesign i 1970'erne og 1980'erne. Derimod begyndte industrielle designere at blomstre og gjorde brug af grundlæggende principper som fokus på forbrugeren, respekt for materialer og detaljer.
Bernadotte & Bjørn studie, der blev etableret i 1950, var de første der specialiserede sig i industrielt design med hovedvægt på kontormaskiner, husholdningsmaskiner og funktionelle artikler som termokander. Elektronikfabrikanten Bang & Olufsen udmærkede sig særligt i moderne design, i samarbejde med Bernadotte & Bjørn og senere med Jacob Jensen og David Lewis. Samtidigt samarbejdede Stelton med Arne Jacobsen og Erik Magnussen for at producere deres ikoniske termokande, der fik stor international succes.
Et andet stor designområde var medicinteknologi. Danske firmaer som 3PART, Designit og CBD arbejde sammen med individuelle designere som Steve McGugan og Anders Smith .
I dag er der stor fokus på design i Danmark, og industrien stiger fortsat. DesignDenmarks formål er at genoprette Danmark ry i den internationale designelite.

## Arkitektur
Moderne dansk arkitektur har også bidraget til konceptet om dansk design. Arne Jacobsen designede ikke kun møbler, men var også en af de fremmeste arkitekter i sin samtid. Blandt hans berømte bygninger er Bellevue Teatret og Gl. Bellevue restaurant, Århus Rådhus (med Erik Møller; 1939–42) og Radisson Blu Royal Hotel (1958–60).
Jørn Utzon (1918–2008), nok Danmarks mest anerkendte arkitekt, huskes især for Operahuset i Sydney (1966) og Bagsværd Kirke (1976) med dens bølgede betonloft.
Henning Larsen (født 1925) er en arkitekt, som har designet Operaen på Holmen, der stod færdig i 2005.
Bjarke Ingels (født 1974) er en arkitekt, som har grundlagt Bjarke Ingels Group, der står bag Bjerget i Ørestaden, Københavns Havnebade og Museet for Søfarts nye bygning i Dok 1 i det tidligere Helsingør Skibsværft og Maskinbyggeri.

## Nylige resultater
I dag er trives dansk design inden for flere felter:
- Museum of Modern Art i New York har udstyret 95% af det nye Yoshio Taniguchi-designede hjem med møbler designet af det danske firma GUBI.[11]
- Den danske bilproducent Zenvo har fremstillet superbilen Zenvo ST1.[12][13]
- Evita Peroni, der forhandler accessoris til kvinder, har omkring 300 butikker i 30 lande.[14]

## Museeer
- Designmuseum Danmark i København udstiller mange genstande der associeres med dansk design, særligt møbler.
- Museum of Modern Art i New York har en stor samling af dansk design i deres samling.[15]
- Dansk Design Center er et center i København der både rummer en permanent udstilling samt specialudstillinger med dansk design.
- Museet på Koldinghus rummer en stor samling af dansk sølv- og guldarbejde
- CLAY Keramikmuseum Danmark rummer en stor samling af dansk keramik, der går helt tilbage til 1800-tallet med genstande fra Bing & Grøndahlog Royal Copenhagen
- Trapholt i Kolding har særlig fokus på moderne billedkunst, men rummer også en samling af danskdesignede møbler og med 500 stole fra 1900-tallet er det den største samling i Danmark.